# تعطیلات (ترانه مدونا)
«تعطیلات» (به انگلیسی: Holiday) تک‌آهنگی از هنرمند اهل ایالات متحده آمریکا مدونا است که در سال ۱۹۸۳ میلادی منتشر شد. این تک‌آهنگ در آلبوم مدونا (آلبوم مدونا) قرار داشت.